# Gerbillus pulvinatus
Gerbillus pulvinatus es una especie de roedor de la familia Muridae.

## Distribución geográfica
Se encuentra principalmente en Somalía, Etiopía, Yibuti y Kenia.  